# HeXaeon
HeXaeon är det norska black metal-bandet Aeternus femte studioalbum, utgivet 2006 av skivbolaget Karisma Records.

## Låtlista
1. "The Darkest of Minds" – 3:15
2. "Godhead Charlatan" – 4:30
3. "The 9th Revolution" – 5:01
4. "In the 3rd Dwells Oblivion" – 3:32
5. "HeXaeon" – 4:54
6. "Punished" – 2:58
7. "Ageless Void" – 3:42
8. "Christbait" – 2:50
9. "What I Crave" – 3:10

- Alla låtar skrivna av Ares.

## Medverkande
Musiker (Aeternus-medlemmar)
- Ares (Ronny Brandt Hovland) – sång, gitarr, basgitarr (spår 5)
- Erik (Erik Hæggernes) – trummor
- V'gandr (Ørjan Nordvik) – basgitarr, bakgrundssång

Bidragande musiker
- Remi Andersen – trummor (spår 8)

Produktion
- Pytten (Eirik Hundvin) – producent, ljudtekniker, ljudmix
- Aeternus – producent
- www.coverart.no – omslagsdesign
- Kristian Nordeide – logo
- Roy Nilsen – foto

### Fotnoter
1. ↑  HeXaeon på discogs.com